# Білітуй
Біліту́й (рос. Билитуй) — селище у складі Забайкальського району Забайкальського краю, Росія. Адміністративний центр та єдиний населений пункт Білітуйського сільського поселення.
Стара назва — Білютуй.

## Населення
Населення — 1475 осіб (2010; 1176 у 2002).
Національний склад (станом на 2002 рік):
- росіяни — 77 %